# Nudenoord

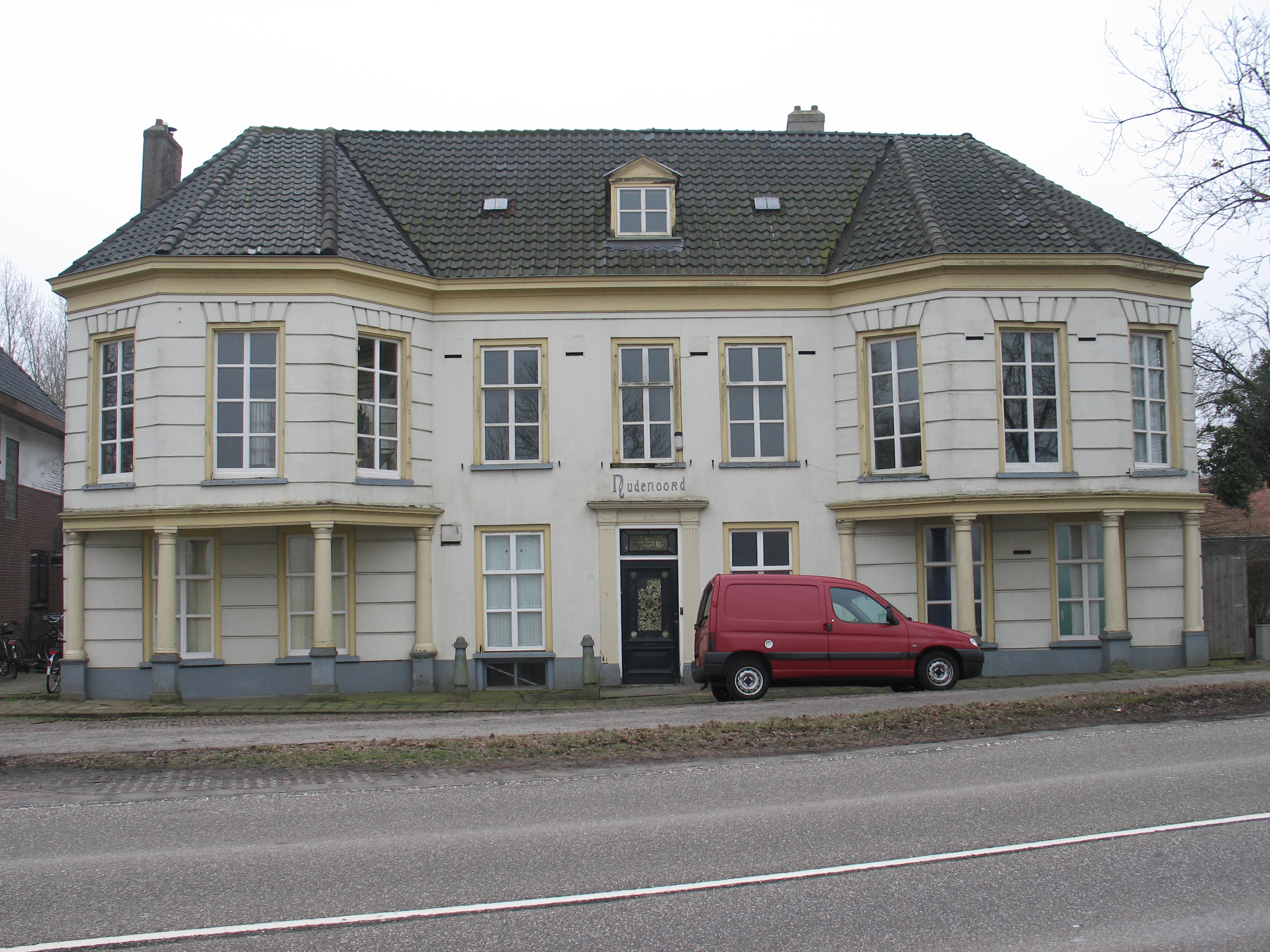
Nudenoord, Lawickse Allee 71

Huize Nudenoord is een aan de Lawickse Allee in Wageningen gelegen villa. Het gebouw heeft de status van rijksmonument.
De buitenplaats huize Nudenoord werd in 1842 gebouwd of grondig verbouwd door de koopman Jacob Marcus Rosenik, op dat moment de grootste grondbezitter in Wageningen. Een kadastrale kaart uit 1832 toont al een "Neuden-Oord". Omstreeks 1860 wordt het gebouw grondig verbouwd. Het meisjesboek Ruden-oord van Thérèse Hoven speelt zich op Nudenoord af.